# OFK Titograd Podgorica
O OFK Titograd é um clube montenegrino de futebol, com sede na cidade de Podgorica. O clube foi fundado em 1950 e o seu actual presidente chama-se Momčilo Vujošević. A equipa disputa os seus jogos caseiros no Cvijetin Brijeg Stadium que tem capacidade para 1.500 espectadortes. Conhecido por ter revelado Jovetic.

## História em Competições daUEFA
| Temporada | Competição         | Fase | Clube       | Casa | Fora | Agregado  |
| --------- | ------------------ | ---- | ----------- | ---- | ---- | --------- |
| 2013–14   | UEFA Europa League | 1Q   | Videoton    | 1–0  | 1–2  | 2–2 (g.f) |
| 2013–14   | UEFA Europa League | 2Q   | Senica      | 2–2  | 1–0  | 3–2       |
| 2013–14   | UEFA Europa League | 3Q   | Sevilla     | 1–6  | 0–3  | 1–9       |
| 2015–16   | UEFA Europa League | 1Q   | Neftçi Baku | 1–1  | 2–2  | 3–3 (g.f) |
| 2015–16   | UEFA Europa League | 2Q   | Kukësi      | 2–4  | 1–0  | 3–4       |